# Sif Group
Sif Group er en nederlandsk producent af vindmøllefundamenter.
I 1948 etablerede Jan Jacob Schmeitz virksomheden Silemetal i Sittard.